# Condado de Big Horn (Montana)
El condado de Big Horn (en inglés: Big Horn County), fundado en 1864, es uno de los 56 condados del estado estadounidense de Montana. En el año 2000 tenía una población de 12.671 habitantes con una densidad poblacional de una persona por km². La sede del condado es Hardin.

## Geografía
Según la Oficina del Censo, el condado tiene un área total de 12 989 km² (5015,1 mi²), de la cual 12 937 km² (4995,0 mi²) es tierra y 52 km² (20,1 mi²) (0,40%) es agua.

### Condados adyacentes
- Condado de Carbon - oeste
- Condado de Yellowstone - noroeste
- Condado de Treasure - norte
- Condado de Rosebud - noreste
- Condado de Powder River - este
- Condado de Sheridan - sur
- Condado de Big Horn (Wyoming) - suroeste

## Carreteras
- Interestatal 90
- U.S. Highway 87
- U.S. Highway 212
- Carretera Estatal de Montana 47
- Carretera Estatal de Montana 313
- Carretera Estatal de Montana 314

## Demografía
En el 2000 la renta per cápita promedia del condado era de $27,684, y el ingreso promedio para una familia era de $31,095. En 2000 los hombres tenían un ingreso per cápita de $23,814 versus $18,884 para las mujeres. El ingreso per cápita para el condado era de $10,792. Alrededor del 29.20% de la población estaba bajo el umbral de pobreza nacional.

## Comunidades

### Ciudad
- Hardin

### Pueblo
- Lodge Grass

### Lugares designados por el censo
- Busby
- Crow Agency
- Fort Smith
- Muddy
- Pryor
- St. Xavier
- Wyola

### Otras comunidades
- Garryowen